# Bästa sändningstid
Bästa sändningstid (engelska: prime time) är den tid på dygnet då flest människor ser på TV. Det varierar mellan länder och infaller någon gång mellan klockan 17.30 och 01.00. I Sverige är det klockan 20.00 till 22.00. Prime time innehåller ofta program som nyheter och TV-serier. TV-reklamtid under bästa sändningstid når många tittare, och brukar därför vara dyrare än reklamtid under andra delar av dygnet. Det är dock viktigt, om man som annonsör vill nå en så varierad publik som möjligt, att även sända reklam under andra tider.